# La Guijarrosa
La Guijarrosa ist eine Gemeinde mit 1.333 Einwohnern (Stand: 2024) in der Provinz Córdoba in Andalusien.

## Geschichte
La Guijarrosa war eine unabhängige lokale Einheit innerhalb der Gemeinde Santaella, bis sie 2018 als eigenständige Gemeinde konstituiert wurde.